# Nancy Dupree
Nancy Hatch Dupree (Cooperstown, Nueva York, 3 de octubre de 1927-Kabul, Afganistán, 10 de septiembre de 2017) fue una antropóloga y arqueóloga estadounidense, directora del Centro de Afganistán en la Universidad de Kabul en Afganistán y autora de cinco libros que compiló mientras estudiaba la historia de Afganistán desde 1962 hasta fines de los años 1970. 

## Trayectoria
Sus padres trabajaron en Kerala, India, donde pasó gran parte de su niñez y posteriormente también en Latinoamérica. Asistió al Barnard College y a la Universidad de Columbia. Llegó a Afganistán en 1962 casada con un diplomático. Años después, conoció al profesor Louis Duprée, un arqueólogo y académico especializado en la cultura de Afganistán y su historia. Nancy y Louis se enamoraron y se casaron luego de divorciarse de sus respectivas parejas. Formaron al mismo tiempo un equipo que trabajó por 15 años en Kabul, coleccionando todos los trabajos escritos acerca de Afganistán que pudieron. Viajaron a través del país para dirigir excavaciones arqueológicas. Durante la guerra civil en Afganistán, permaneció en Peshawar, Pakistán, donde dirigió un centro para refugiados afganos.

## Fundación Louis y Nancy Hatch Dupree
En 2007, Nancy Hatch Dupree fundó la Fundación Louis y Nancy Hatch Dupree. Es una organización sin fines de lucro que promueve estudios científicos, y sensibiliza acerca de la historia y cultura afgana. Su objetivo primario es asegurar el sostenimiento del Centro de Afganistán en la Universidad de Kabul.

## Vida personal
Dupree dividía su tiempo entre Afganistán y su otro hogar en Carolina del Norte.

## Trabajos
- A Historical Guide to Afghanistan (1972)
- An Historical Guide to Kabul
- A Guide to the National Museum